# 倪維斗 (台灣)
倪維斗（1944年—），男，浙江寧波人，中华民国物理学家。

## 生平
1966年台灣大學物理系畢業，1972年加州理工學院物理及數學博士。1972-1974年任美國蒙大拿州立大學物理系研究員。1974-2000年任教於新竹國立清華大學物理系。2000年10月1日起退休，自2006年起被聘為退休榮譽講座教授。專長在理論與實驗重力物理學、相對論天文物理學及宇宙論、天文動力學、基本粒子物理、量子光學等。曾任“國際現代物理期刊”〈IJMPD〉的編委。
近年倪教授主要心力多投入於「量子電動力學與軸子(Q & A, Quantum Electrodynamics and the search for Axion)實驗」，推動 "雷射天文動力學空間〈ASTROD〉計畫"；並與法國 VIRGO、日本KAGRA地面重力波量測計畫有密切合作。

## 論文
- Ni, W-T. (1972) Theoretic frameworks for testing relativistic gravity IV, The Astrophysical Journal 176, 769-796
- Ni, W-T. (1973) A new theory of gravity, Physical Review D 7, 2880-2883, http://prola.aps.org/abstract/PRD/v7/i10/p2880_1（页面存档备份，存于）
- Lee, D. L., Lightman, A. P. and Ni, W-T (1974) Conservation laws and variational principles in metric theories of gravity, Physical Review D 10, 1685-1700, http://prola.aps.org/abstract/PRD/v10/i6/p1685_1（页面存档备份，存于）

## 科普作品
- 「我們所認識的宇宙」，《科學月刊》1980年l月號
- 「華人觀點：重力波天文學的來臨」，《科學人》2002年6月號第4期

## 獎項
- 中華民國教育部學術獎（民國69年度）
- 中華民國國科會傑出研究獎（民國74、76、78、80、82學年度）
- 首屆「通俗科學寫作獎」最優獎得主

## 外部連結
- 新竹清華大學倪維斗教授頁面 （页面存档备份，存于）
- 相片手稿——Equivalence Principle, Lorentz Invariance, and the Microscopic Origin of Gravity （页面存档备份，存于）